# دیدیه فرانسوا
دیدیه فرانسوا (به فرانسوی: Didier François)  یک روزنامه‌نگار فرانسوی است. او از سال ۱۹۸۵ یک خبرنگار جنگی بوده‌است. او بسیاری از درگیری‌ها در آفریقا، قفقاز، بالکان و خاورمیانه را برای رسانه‌های فرانسوی از قبیل روزنامه لیبراسیون و رادیو اروپا گزارش کرده‌است. او همچنین یک فعال سیاسی و فعال اتحادیه‌های کارگری بوده‌است.

## زندگی‌نامه

### تحصیلات
دیدیه فرانسوا پس از فراگیری در مورد بخش بزرگی از تاریخ آفریقا، در دانشگاه سوربن پاریس به فراگیری فلسفه، تاریخ، جغرافیای سیاسی و استراتژیک پرداخت. او موفق به دریافت بورس از بنیاد جرمن مارشال ایالات متحده شد. او همچنین در شصت و دومین سمینار مؤسسه مطالعات پیشرفته دفاع ملی نقش حسابرسی ایفا کرد.
دیدیه فرانسوا همچنین مباحث دیگری همچون فلسفه، تاریخ، جغرافیای سیاسی و امور استراتژیک را در دانشگاه سوربن پاریس آموخت. وی به دریافت بورس تحصیلی از بنیاد آلمانی یادبود مارشال در ایالات متحده نایل شد. او همچنین به عنوان مشاور در شصت و دومین اجلاس انستیتوی آموزش عالی دفاع ملی شرکت داشت.

### فعالیت‌ها
در دهه ۱۹۷۰ دیدیه در لیگ کمونیست انقلابی فرانسه فعال بود. سپس در دهه ۱۹۸۰، در دفتر ملی (UNEF-ID -اتحادیه دانشجویان) اشتغال داشت. در ۱۹۸۴ او به همراه جولین دری و هارلم دسر سازمان ضد نژادپرستی (SOS Racisme) را ایجاد کردند.

### فعالیت خبرنگاری
دیدیه کار روزنامه‌نگاری را در اول سپتامبر ۱۹۸۵ با لومتن پاریس شروع کرد. او اخبار بین‌المللی را گزارش می‌کرد و در موارد درگیری‌های مسلحانه در آفریقا، امریکای مرکزی و در خاورمیانه تخصص یافت. وقتی این موارد چندان فعال نبود او به عنوان یک خبرنگار به آژانس خبری سنترال (ACP) پیوست و گزارشهای جنگ افغانستان یا بین ایران و عراق را دنبال کرد. در ژوئن ۱۹۸۹او به عنوان خبرنگار در افریقای جنوبی شروع به کار کرد و در ژوئیه ۱۹۹۱ سرنگونی آپارتاید و ازادی را پوشش داد. او به عنوان یک خبرنگار جنگ به دفتر روزنامه در پاریس پیوست. ٔدیدیه آنگاه به عنوان نماینده ویژه دائم در اتحاد جماهیر شوروی در زمان کودتا ادامه داد، سپس در ۱۹۹۲ به بوسنی رفت. او وقایع روز به روز فروپاشی امپراتوری شوروی و تجزیه کشورهای بالکان را دنبال کرد. دیدیه در اکتبر ۱۹۹۴ در مسکو جنگ چچن را پوشش می‌داد.
در سال ۱۹۹۹دیدیه به عنوان یک فرستاده ویزه دائم به کوزوو رفت و سپس در سال ۲۰۰۰ به غزهاعزام شد. او بلافاصله بعد از آن از سپتامبر ۲۰۰۱ در افغانستان و از ژانویه ۲۰۰۳ به عراق رفت. دیدیه در تابستان ۲۰۰۵ به عنوان خبرنگار اورشلیم منصوب شد وی قبل از اینکه در ۱۷ دسامبر ۲۰۰۶ در غزه مورد اصابت گلوله قرار گرفت، جنگ را در لبنان پوشش داد.
دیدیه در پایان دوره نقاهتش، در تاریخ ۱ آوریل ۲۰۰۷، به عنوان گزارشگر برای پوشش اخبار بین‌المللی به رادیو اروپا ۱پیوست و از جمله اخبار بهار عرب و همچنین موضوعات مربوط به دفاع و تروریسم را پوشش خبری داد. او به‌طور ویژه به عنوان گزارشگر رادیو اروپا ۱ و مجله پاری مچ
نیروهای فرانسوی را در عملیات‌های خارجی در افغانستان، مالی و عراق همراهی می‌کرد.

## ربوده شدن
در ۶ ژوئن ۲۰۱۳، دیدیه در حالی که در شمال حلب در مورد استفاده از سلاح‌های شیمیایی توسط رژیم سوریه تحقیق می‌کرد توسط دولت اسلامی عراق و شام ربوده شد. وی در ۱۹ آوریل ۲۰۱۴ همزمان با همکار زندانیش عکاس ادوارد الیاس و دو همکار دیگر فرانسوی خود که آنها نیز در منطقه به گروگان گرفته شده بودند آزاد شد. از زمان آزادی، دیدیه فرانسوا فعالیت خود را به عنوان یک خبرنگار اصلی رادیو اروپا ۱ از سر گرفت.

## دیگر فعالیت ها
- عضو هیئت داوران جایزه Bayeux-Calvados برای خبرنگاران جنگ [۱۴].

- عضو هیئت داوران جایزه ادبی ارتش - Erwan Bergot2 [۱۵].